# Chiesa di San Giorgio vecchia (Settimo Milanese)
La Chiesa di San Giorgio è una chiesa ex parrocchiale di Seguro, frazione di Settimo Milanese.
In stile barocco, ha un campanile e un organo. Al suo interno si trovano numerose pitture e opere.

## Storia
Citata già intorno all'anno mille, era però costruita in maniera approssimativa con varie pietre accatastate: nel sedicesimo secolo, con Carlo Borromeo, la questione diventa ancora importante, dato che nel 1572 sgrida i ricchi del borgo perché non si prendono cura della casa del Signore.
Cominciano dunque dei lavori di ristrutturazione, terminati nel 1604 e essa viene distaccata dalla parrocchia di Santa Margherita, acquisendo dignità autonoma di parrocchia, amministrata e finanziata da una confraternita laica.
Verso la fine del diciassettesimo secolo la popolazione di Seguro cresce, portando a lavori di allargamento tra il 1754 e il 1755. La Chiesa è ruotata di novanta gradi, con la vecchia entrata sull'odierna via Barni mentre quella vecchia sulla piazza omonima.
Chiesa povera fino agli anni '30 del 1900, verso la fine di quel decennio il parroco decide di ristrutturarla e arricchirla di numerosi dipinti e opere d'arte, la chiesa viene dunque riconsacrata da Alfredo Ildefonso Schuster il 6 agosto 1940.
Nel 1999 viene aperta la nuova chiesa di San Giorgio, parte della medesima parrocchia, pensata per i bisogni moderni della comunità.

## Fonti
- Pro Loco di Settimo